# Alice (odborová organizace)
Alice, oficiálním názvem MO UZO zaměstnankyň a zaměstnanců v sociálních službách, je česká odborová organizace. Byla založena v roce 2020 a je součástí Unie zaměstnanců obchodu, logistiky a služeb (UZO). Svým jménem Alice odkazuje odborová organizace na Alici Masarykovou, průkopnici profesionální sociální péče v Československu.

## Historie
V létě 2020 vznikla v rámci odborové organizace Unie zaměstnanců obchodu, logistiky a služeb (UZO) nová místní organizace Alice, která se zaměřila na sdružování zaměstnanců v oboru sociálních služeb. Podle viceprezidentky UZO Kateřiny Kavalírové se organizace Alice bude snažit zaměřit spíše na zaměstnance soukromých společností v sociálních službách, zatímco Odborový svaz zdravotnictví a sociální péče se údajně zaměřuje spíše na státní zaměstnance v sociálních službách.
Podle členky Petry Selingerové byla impulzem pro založení Alice mimo jiné špatná komunikace zaměstnavatelů v sociální péči během koronavirové pandemie a provádění náhlých změn údajně bez ohledu na zaměstnance. Dalším důvodem byla pak nespokojenost s finančním ohodnocením zaměstnanců v sociálních službách, které se běžně pohybuje velmi hluboko pod průměrnou mzdou.
Alice v roce 2020 sdružovala pečovatelky a pečovatele v domovech pro seniory, terénní sociální pracovníky, pracovníky vykonávající asistenční služby, a také uklízečky, údržbáře a pradleny pracující v sociálních službách. Členský měsíční poplatek v roce 2020 činil 150 korun.

### Alzheimer Home
Na jaře 2021 se do odborové organizace zapojili zaměstnanci zařízení Alzheimercentra v Jihlavě. Na konci roku koupila řetězec všech 12 Alzheimercenter od skupiny Creditas skupina Penta Hospitals (dceřiná společnost koncernu Penta) a začlenila je do svého řetězce Alzheimer Home. V říjnu roku 2022 rozšířila Alice svou působnost do dalších čtyř zařízení Alzheimer Home v Českých Budějovicích, Zlíně, České Lípě a v zámku Filipov u Čáslavi.

## Název Alice
Název organizace Alice je odkazem na Alici Masarykovou, která se výrazně zasloužila o profesionalizaci sociálních služeb v Československu. Byla zakladatelkou a předsedkyní Československého červeného kříže a založila také Vyšší sociální školu. Jejím otcem byl československý prezident Tomáš Garrigue Masaryk.